# Gaston Eyskens
Gaston François Marie burggraaf Eyskens (Lier, 1 april 1905 – Leuven, 3 januari 1988) was een Belgisch econoom, hoogleraar aan de Katholieke Universiteit Leuven en christendemocratisch politicus. Hij was driemaal eerste minister in de periode tussen 1949 en 1973. Hij was de eerste Belgische regeringsleider die geboren was in de 20e eeuw.

## Biografie

### Familie
Gaston Eyskens was de zoon van de handelsreiziger Antonius Franciscus Eyskens (1875-1948) en Maria Voeten (1872-1960). Hij trouwde in 1931 met Gilberte Depetter (1902-1981), dochter van Emile De Petter, schepen van Leuven. Ze kregen twee zonen: Mark Eyskens (1933), hoogleraar en eveneens gewezen eerste minister en Erik Eyskens (1935-2008), chirurg en hoogleraar.
Op 18 september 1973 werd Eyskens in de erfelijke Belgische adel opgenomen, met de titel van burggraaf, overdraagbaar bij eerstgeboorte. Hij nam als wapenspreuk Voor 't volk.

### Academische loopbaan
Eyskens studeerde af aan de Katholieke Universiteit Leuven, in 1930 als doctor in de handelswetenschappen en in 1931 als licentiaat in de politieke en sociale wetenschappen. In 1927 behaalde hij een Master of Science in de handelswetenschappen aan de Columbia-universiteit in New York.
Eyskens doceerde van 1931 tot 1975 zelf aan de Katholieke Universiteit Leuven; in 1934 werd hij gewoon hoogleraar. Verder was hij er:
- docent aan de Sociale Hogeschool in Heverlee (1930-1933),
- beheerder van de Lovanium-universiteit in Leopoldstad in Belgisch-Congo (1954-1962),
- voorzitter van het Centrum voor Economische Studies (1956-1975),
- docent aan het Hoger Instituut voor Wijsbegeerte, de School voor Politieke en Sociale Wetenschappen en de Speciale Scholen voor Ingenieurs (1957-1959),
- decaan van de faculteit Economische en Sociale Wetenschappen (1966-1967),
- lid van de Algemene Raad.

De inbreng van Eyskens in het economische denken situeerde zich voornamelijk in het bestuderen en profileren van ruimtelijk-economische problemen en oplossingen.
Hij ontving academische eretitels, zoals onder meer:
- doctor honoris causa van de Columbia-universiteit in New York,
- doctor honoris causa van de Universiteit van Keulen,
- doctor honoris causa van de Hebreeuwse Universiteit van Jeruzalem.

### Politieke loopbaan
Tijdens zijn studies was Eyskens lid van het Katholiek Vlaams Hoogstudentenverbond. Tijdens zijn academische loopbaan was hij vanaf de oprichting lid van de commissie die de vernederlandsing van de colleges aan de Leuvense universiteit doorvoerde. Ook was hij actief in flamingantische organisaties zoals het Davidsfonds, het Vlaams Economisch Verbond en de Katholieke Vlaamsche Landsbond. Samen met andere Leuvense hoogleraren maakte Eyskens eveneens deel uit van de groep Nieuw Vlaanderen en van de redactieraad die het gelijknamige weekblad Nieuw Vlaanderen uitgaf, dat vanaf 1934 verscheen.
Van 1932 tot 1936 en van 1939 tot 1972 was Eyskens de voorzitter van de ACW-afdeling van het arrondissement Leuven en hij was eveneens lid van het nationaal hoofdbestuur van de organisatie. Via het ACW verzeilde hij in de Katholieke Partij. Van 1934 tot 1935 was Eyskens kabinetschef van de ministers Edmond Rubbens en Philip Van Isacker.
Hij werd actief in de Katholieke Vlaamse Volkspartij, de Vlaamse afdeling van de Katholieke Partij, en was medeonderhandelaar en ondertekenaar van het beginselakkoord dat het KVV in oktober 1936 sloot met het VNV. Dit akkoord bleef echter zonder gevolgen wegens het verzet van de Rooms-Katholieke Kerk en het ACW. Nadat Eyskens een spreekverbod kreeg op politieke vergaderingen, trok hij zich terug uit de redactieraad van Nieuw Vlaanderen en uit de bestuursorganen van het ACW en de Katholieke Partij.
In 1939 werd Eyskens voor het arrondissement Leuven verkozen in de Kamer van volksvertegenwoordigers, een functie die hij uitoefende tot in 1965. Daarna was hij van 1965 tot 1973 voor hetzelfde arrondissement senator. Op het einde van zijn politieke carrière, in de periode december 1971-juni 1973, had hij als gevolg van het toen bestaande dubbelmandaat ook zitting in de Cultuurraad voor de Nederlandse Cultuurgemeenschap, die op 7 december 1971 werd geïnstalleerd en de verre voorloper is van het Vlaams Parlement.
Bij het uitbreken van de Tweede Wereldoorlog vluchtte Eyskens met zijn gezin naar Frankrijk, waar hij deelnam aan de parlementaire vergadering in Limoges, die de houding van koning Leopold III in de oorlog afkeurde. In september 1940 keerde hij terug naar Leuven. Na een korte schorsing door de Duitse bezetter kon Eyskens zijn academische activiteiten verderzetten.

### Ministeriële loopbaan
Na de Bevrijding begon hij een lange ministeriële loopbaan als afgevaardigde van de CVP. Van februari tot augustus 1945 was hij minister van Financiën in de regering-Van Acker I, een functie die hij van maart 1947 tot augustus 1949 ook uitoefende in de regering-Spaak III en de regering-Spaak IV.

### Eerste periode als premier
In augustus 1949 vormde hij samen met de liberalen zijn eerste regering, die de Belgische frank devalueerde en een volksraadpleging over de terugkeer van koning Leopold III organiseerde. Dit raadgevende referendum bracht echter geen oplossing en in maart 1950 nam Eyskens ontslag als eerste minister.

### 1950-1958
In de daaropvolgende regering-Duvieusart was hij van juni tot augustus 1950 minister van Economische Zaken. Onder Duvieusart vond de ontknoping van de Koningskwestie plaats. Eyskens werd door zijn partij medeverantwoordelijk gehouden voor de troonsafstand van Leopold III, waarna hij besloot om de regering te verlaten.
In december 1952 maakte Eyskens zijn politieke comeback als voorzitter van de CVP-Kamerfractie, wat hij bleef tot in 1958. Als fractieleider pleitte hij voor een regionale economische politiek. Na de verkiezingen van juni 1958 werd Eyskens opnieuw eerste minister, ditmaal tot in april 1961. Eerst leidde hij tot in november 1958 de regering-G. Eyskens II, een CVP-minderheidsregering, en daarna van november 1958 tot april 1961 de regering-G. Eyskens III, een coalitieregering van de CVP en de liberalen.

### Tweede periode als premier

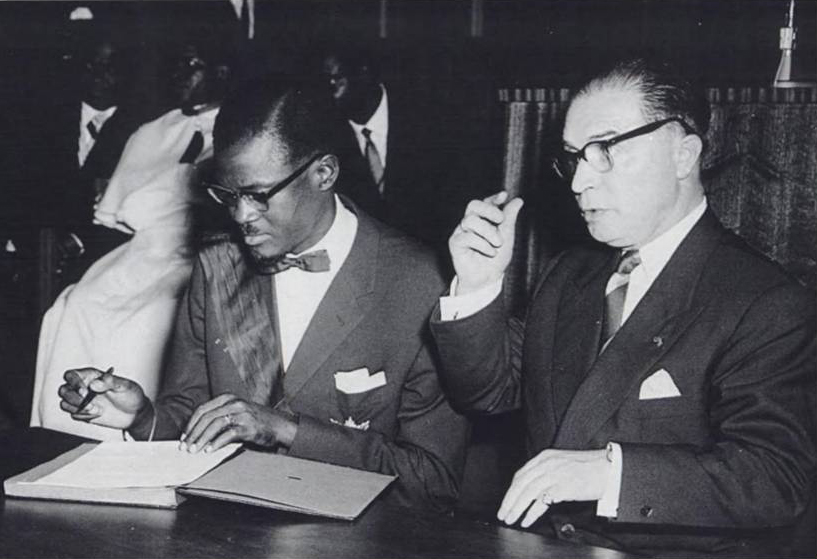
Eyskens naast Patrice Lumumba bij de onafhankelijkheidsverklaring van Congo

Tijdens zijn tweede periode als premier kreeg Eyskens de kans om zijn ideeën over regionale economie om te zetten in een wettelijk kader. De expansiewetten van 1959 lagen mee aan de basis van de hoge economische groei en de algemene welvaartsverhoging tijdens de jaren 1960, vooral in Vlaanderen. Eerder had hij in november 1958 met het Schoolpact een einde gemaakt aan de reeds jaren aanslepende onderwijskwestie. Onder zijn premierschap werd in juni 1960 eveneens de onafhankelijkheid verleend aan Belgisch-Congo. Ook gaf hij aandacht aan de sanering van de overheidsfinanciën. Hij werkte een reeks maatregelen uit die gebundeld werden in de zogenaamde Eenheidswet. Dit leidde in de winter van 1960-1961 tot een wekenlange staking, voornamelijk in Wallonië. Onenigheid tussen de liberalen en de CVP over de uitvoering van de Eenheidswet leidde in maart 1961 tot nieuwe verkiezingen. Na de vorming van de regering-Lefèvre in april 1961 verliet Eyskens de regering.

### 1961-1968
Eyskens stond kritisch tegenover de taalwetgeving die de regering-Lefèvre in 1962-1963 realiseerde. Hij verzette zich tegen de taalpariteit onder de hoge ambtenaren en tegen de invoering van faciliteiten in een aantal Brusselse randgemeenten. Vrij onverwachts werd Eyskens in juli 1965 een derde maal minister van Financiën in de regering-Harmel, wat hij bleef tot in maart 1966. Inmiddels was hij in 1963 door koning Boudewijn tot minister van Staat benoemd.

### Derde periode als premier
In juni 1968 werd hij opnieuw premier. De regering-G. Eyskens IV was een coalitie van de CVP en de BSP. In december 1970 voerde deze regering de eerste staatshervorming door, die een einde maakte aan de unitaire Belgische staat. Vanaf toen werd België een geregionaliseerde eenheidsstaat met cultuurgemeenschappen en gewesten.
In januari 1972 vormde hij de regering-G. Eyskens V. Onder deze regering werd het Cultuurpact goedgekeurd. Omdat Eyskens er echter niet in slaagde om overeenstemming te vinden over het statuut van de zes Voergemeenten, nam hij in november 1972 ontslag als premier. Hij bleef nog aan tot in januari 1973, toen Edmond Leburton hem opvolgde. Enkele maanden later, in juni 1973, zei Eyskens de actieve politiek vaarwel.

### Andere activiteiten
Tijdens zijn leven bekleedde Eyskens, buiten zijn politieke activiteiten, talrijke functies (bezoldigd of honorair), zoals:
- van 1936 tot 1945 commissaris-revisor, van 1973 tot 1974 beheerder en van 1974 tot 1981 voorzitter van de Kredietbank, tegenwoordig een onderdeel van de KBC;
- bestuurslid van de Belgische Vereniging voor de Volkenbond van 1931 tot 1940;
- van 1935 tot 1937 beheerder en van 1937 tot 1940 lid van de raad van advies en controle van de Nationale Delcrederedienst;
- commissaris van de Antwerpse Diamantbank van 1937 tot 1945;
- voorzitter en van 1937 tot 1952 beheerder van het VEV in het arrondissement Leuven;
- ondervoorzitter van de Nationale Commissie voor de Economische Ontwikkeling van Belgisch Kongo en Rwanda-Urundi van 1955 tot 1958;
- vanaf 1955 lid en vanaf 1962 directeur van de Klasse der Letteren van de Koninklijke Academie voor wetenschappen, letteren en schone kunsten van België
- van 1936 tot 1937 regeringscommissaris voor de contingenteringen van in- en uitvoer;
- lid van de Hoge Raad van Financiën van 1936 tot 1940;
- ondervoorzitter van de Economische en Sociale Raad van de Verenigde Naties vanaf 1951 tot ...;
- gouverneur van de Wereldbank (Washington) van 1947 tot 1949 en van 1965 tot 1966;
- gouverneur van de Europese Investeringsbank;
- voorzitter van de raad van beheer van het Frans Van Cauwelaertfonds van 1960 tot 1986;
- voorzitter van de Subcommissie voor de Betrekkingen met het Jodendom van de Nationale Oecumenische Commissie van 1968 tot 1974.
- voorzitter en tot 1987 erevoorzitter van de Vereniging voor Economie;
- beheerder van het Koninklijk Instituut voor Internationale Betrekkingen.

## Publicaties
- Het laatste gesprek. Herinneringen aan veertig jaar politiek leven. Een interview met Jozef Smits, Amsterdam - Antwerpen, 1988.
- De Memoires, Tielt, 1993

## Trivia
- In de stripreeks Nero (strip) door Marc Sleen heeft Eyskens in het album "De Dolle Dina's" (1970) een cameo (strook 5-7). Zijn auto heeft op zeker moment een lekke band en zijn chauffeur raadt hem aan per fiets naar een vergadering te rijden. Eyskens doet dit, maar rijdt per ongeluk tegen een vechtende Nero en Tuizentfloot aan. Zijn fiets is nu helemaal naar de knoppen en kwaad roept hij: "Ik protesteer: jullie kunnen niet zomaar een regering ten val brengen!".
- In de satirische strip "Pest in 't Paleis" (1983) door Guido van Meir en Jan Bosschaert werd Eyskens samen met zijn zoon Mark Eyskens geparodieerd als "de familie Excus, alchemisten van vader op zoon."
- In 2005 werd hij genomineerd voor de titel van De Grootste Belg. Hij eindigde op nr. 67. in de Vlaamse versie en op nr. 89 in de Franstalige versie.